# Vance, South Carolina
Vance är en kommun (town) i Orangeburg County i South Carolina. Vid 2010 års folkräkning hade Vance 170 invånare.